# Moisselles
Moisselles – miejscowość i gmina we Francji, w regionie Île-de-France, w departamencie Dolina Oise.
Według danych na rok 1990 gminę zamieszkiwało 816 osób, a gęstość zaludnienia wynosiła 559 osób/km² (wśród 1287 gmin regionu Île-de-France Moisselles plasuje się na 675. miejscu pod względem liczby ludności, natomiast pod względem powierzchni na miejscu 879.).